# Tanjung Raman (Pendopo)
Tanjung Raman is een bestuurslaag in het regentschap Empat Lawang van de provincie Zuid-Sumatra, Indonesië. Tanjung Raman telt 2493 inwoners (volkstelling 2010).